# いつまでもどこまでも/バン・バン・バン
「いつまでもどこまでも/バン・バン・バン」は1967年10月25日に発売されたザ・スパイダースの7枚目のシングル盤楽曲である。

## 解説

### A面
- A面の「いつまでもどこまでも」は、井上順がソロで歌っている。曲中で挿入される台詞も井上自身が担当している。
- 「いつまでもどこまでも」については、スパイダース解散後、井上順がソロ歌手になってからも度々レコーディングしており、本人のベスト盤にも収録されている。
- 作曲者のかまやつも後年「Classics」というアルバムをBMG JAPANから発表した際には「いつまでもどこまでも」をセルフカバーしている[1]。

### B面
- B面の「バン・バン・バン」は、B面の曲でありながらかまやつひろしの代表曲のひとつ。ザ・スパイダース主演映画の中でも再三歌われ、ベスト盤にも度々収録されている。
- 歌詞の1番と2番を堺正章が歌い、間奏の後の繰り返しの1番をかまやつが歌う。
- 10ccのエリック・スチュワートが在籍していたマンチェスターのビートグループ、ザ・マインドベンダーズ The Mindbendersの1965年のシングルB面曲「ラブ・イズ・グッド Love Is Good」のリフを元に作られている。
- 1967年9月に発売された『風が泣いている／ザ・スパイダース・アルバムNo.4』に収録の「バン・バン・バン」はシングルと別テイク。曲の表記は「バン!バン!」となっている。
- 1999年にGRASS ARCADEがカバーした。（アルバム『!』に収録。）
- 2000年に西脇辰弥がリミックスし森下玲可が歌唱した。(KONAMIのアーケード音楽ゲーム『beatmania Clubmix』に収録。)
- 2002年にムッシュかまやつが歌う「バン・バン・バン」のセルフカバーバージョンが『トヨタ・プロボックス／サクシード』のCMソングとして使用された。
- 2002年にGO!GO!7188がカバーした。（アルバム『虎の穴』に収録。）
- 2010年に中村あゆみがカバーした。（アルバム『VOICEⅢ～青春の光と影～』に収録。）
- 2010年10月よりニッポン放送『上柳昌彦 ごごばん!』のテーマソング。約1年後にかまやつがゲスト出演し、「ごごば〜ん、ウワッホゥ〜!」という特別テイクを録音して使用している。
- 2012年にトリオ DE つけひた（井ノ原快彦、横山裕、手越祐也）が、味の素「クノールカップスープ」のCM「ほうれん草 DE ひたパン」篇にて替え歌を披露した[2]。
- 2016年に川島ケイジがカバーした。（メジャーデビューミニアルバム『KEIJI』に収録。）
- 2017年にときめき♡宣伝部（現 超ときめき♡宣伝部）が発表した楽曲「BANBANBAN」の導入部に「バン・バン・バン」の＜バンバン ババババ ババババン＞の部分の歌詞（「BANBANBAN」における歌詞の表記は＜BAN BAN BABABABA BABABA BAN＞）とメロディをサンプリングしている[3][4]。（シングル『DEADHEAT』ばんばん盤に収録[5]。）

## 収録曲
1. いつまでもどこまでも（FS-1030）
  - 作詞:佐々木ひろと／作曲:かまやつひろし／編曲:林一
2. バン・バン・バン
  - 作詞・作曲・編曲:かまやつひろし